# Branko Cvetković (Fußballspieler)
Branko Cvetković (serbisch-kyrillisch Бранко Цветковић; * 15. Januar 1978) ist ein ehemaliger serbischer Fußballspieler und nunmehriger -trainer.

## Karriere

### Als Spieler
Cvetković spielte bis 2002 in Ungarn bei Vasas Budapest. Im März 2002 wechselte er zum österreichischen Regionalligisten Kapfenberger SV. Mit der KSV stieg er am Ende der Saison 2001/02 in die zweite Liga auf. In den Saisonen 2002/03 und 2003/04 kam er allerdings nicht zum Einsatz. Sein Debüt in der zweithöchsten Spielklasse gab er schließlich im August 2004, als er am sechsten Spieltag der Saison 2004/05 gegen den FC Kärnten in der Startelf stand. Bis Saisonende kam er zu 18 Zweitligaeinsätzen für die Steirer, in denen er ein Tor erzielte.
Zur Saison 2005/06 wechselte er zum Regionalligisten SV Donau Wien. Mit Donau stieg er allerdings am Ende jener Saison aus der Regionalliga ab. Daraufhin schloss er sich zur Saison 2006/07 dem Regionalligisten First Vienna FC an. Zur Saison 2007/08 wechselte der Abwehrspieler zum niederösterreichischen Landesligisten SV Leobendorf. Zur Saison 2009/10 wechselte Cvetković zum ebenfalls viertklassigen Rennweger SV 1901 aus Wien. Für Rennweg kam er zu 17 Einsätzen in der Wiener Stadtliga, in denen er zwei Tore erzielte. Zur Saison 2010/11 schloss er sich dem fünftklassigen FC Hellas Kagran an. Für Hellas absolvierte er 15 Partien in der Oberliga.
Nach einem halben Jahr in Kagran wechselte er im Januar 2011 wieder in die Stadtliga, diesmal zum SV Gerasdorf/Stammersdorf. Für Gerasdorf kam er zu zehn Ligaeinsätzen. Zur Saison 2011/12 wechselte er nach Niederösterreich zum fünftklassigen SV Zwentendorf. Für die Zwentendorfer kam er zu 20 Einsätzen in der 2. Landesliga, in denen er zweimal traf. Zur Saison 2012/13 schloss er sich dem siebtklassigen SV Gablitz an. Für Gablitz spielte er siebenmal in der 1. Klasse. Im Januar 2013 wechselte Cvetković zum sechstklassigen SC Orth/Donau. In Orth kam er zu neun Einsätzen in der Gebietsliga, in denen er viermal traf. Nach der Saison 2012/13 beendete er seine Karriere als Aktiver, später setzte er sich häufig als Trainer selbst ein, zudem spielte er in der Saison 2015/16 sechsmal für den achtklassigen SV Srbija Wien und in der Saison 2016/17 dreimal für den achtklassigen SC Alland.

### Als Trainer
Zur Saison 2013/14 wurde Cvetković Trainer des fünftklassigen SC Kaiserebersdorf-Srbija 08 in Wien. Kaiserebersdorf trainierte er eineinhalb Jahre lang. In der Winterpause der Saison 2014/15 wurde er Co-Trainer beim viertklassigen SV Donau Wien, bei dem er bereits als Spieler unter Vertrag gestanden war. In der Winterpause der Saison 2016/17 verließ er Donau. 2017 trainierte er kurzzeitig den sechstklassigen FK Borac Vienna. Zur Saison 2019/20 übernahm er das Traineramt beim sechstklassigen SV Srbija Wien. Im September 2019 wechselte er nach Niederösterreich und wurde Trainer des achtklassigen SC Ebergassing.